# Pararhabdochaeta convergens
Pararhabdochaeta convergens är en tvåvingeart som först beskrevs av Hardy 1974.  Pararhabdochaeta convergens ingår i släktet Pararhabdochaeta och familjen borrflugor. Inga underarter finns listade i Catalogue of Life.